# Бейли, Сэмюэл
Сэ́мюэл Бе́йли (англ. Samuel Bailey; 5 июля 1791, Шеффилд, Великобритания — 18 января 1870, там же) — английский философ и экономист.
Работал в семейной фирме по производству ножей, участвовал в парламентских выборах. Известность получил благодаря критике трудовой теории ценности Д. Рикардо. Входит в список «ста великих экономистов до Кейнса» по версии М. Блауга.

## Основные произведения

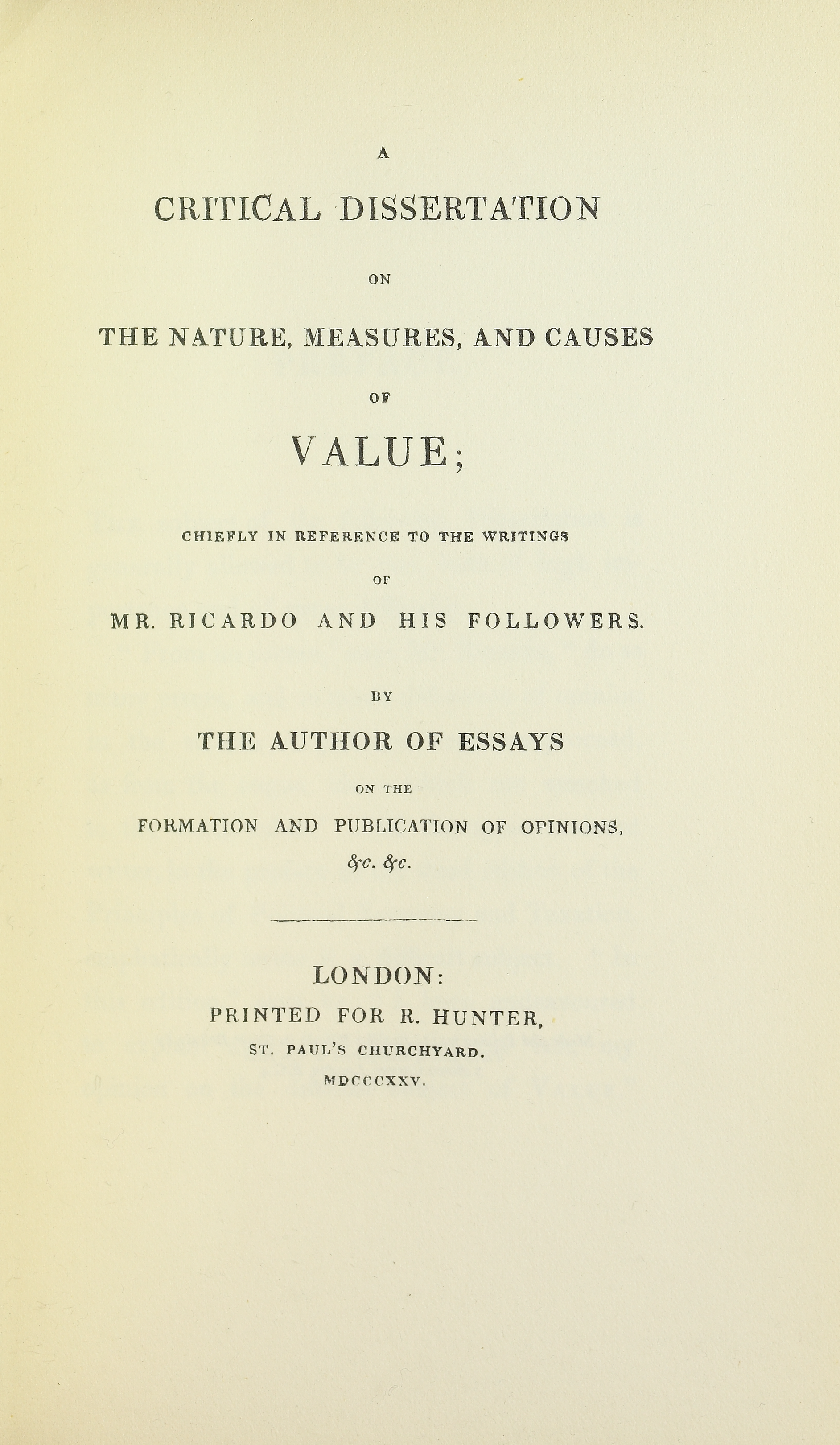
Critical dissertation on the nature, measures, and causes of value, 1931

- «Вопросы политической экономии, политики, морали и т. д.» (Questions in Political Economy, Politics, Morals, &c., 1823);
- «Критическая диссертация о природе, измерении и причине ценности; особенно в отношении работ мистера Рикардо и его последователей» (Critical Dissertation on the Nature, Measure, and Causes of Value; Chiefly is Reference to the Writings of Mr. Ricardo and his Followers, 1825).
- «Деньги и их превратность» (Money and its Vicissitudes, 1837).